# La Cortina (Guixers)
La Cortina és una masia situada al municipi de Guixers, a la comarca catalana del Solsonès. Es troba a l'entitat de població de Montcalb, a la vora de l'església romànica de Sant Pere de Montcalb.